# 运泥谣
《运泥谣》，又称《来如歌》，是一首记载于《三国遗事·良志使锡》的朝鲜三国时期的乡歌。《运泥谣》与《薯童谣》和《彗星歌》是现今仅存的朝鲜三国时期的3篇乡歌。这首乡歌是新罗善德王时期，人们为造灵庙寺佛像运土时所唱的歌谣。虽然歌谣中提到修建佛像是为“修功德”，但实际表现出的是劳动者对被剥削压迫的悲惨命运的叹息。《运泥谣》简短，内容典型而深刻，感情真实、生动，在朝鲜国语诗歌史、社会学、历史学、宗教史上有着珍贵的资料价值。:76:22-23

## 内容

### 原文
|  | 来如，来如，来如，来如衷反多罗。 哀反多矣徒良，功德修叱如良来如。 |

### 汉译文
|  | 来呦，来呦，来呦！来呦，我们的悲哀多又多， 被使苦役的人们，为了修功德，来呦！ |